# Gaius Marius

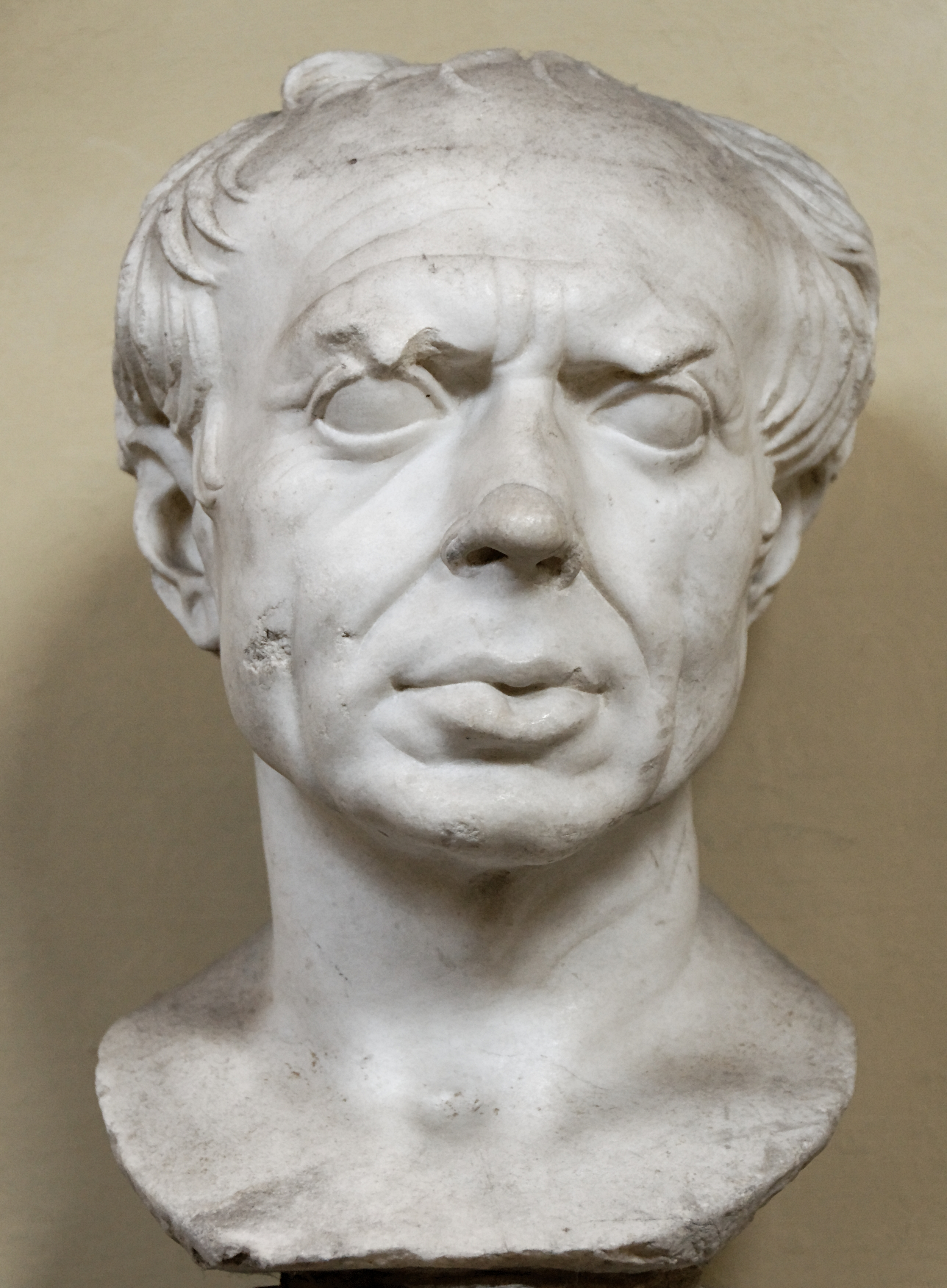
Spätrepublikanisches Marmorporträt; sog. "Marius" (Zuweisung nicht gesichert); 1. Jahrhundert v. Chr.; Vatikan, Museo Chiaramonti

Gaius Marius (* 158/157 v. Chr. in Cereatae nahe Arpinum; † 13. Januar 86 v. Chr. in Rom) war ein römischer Feldherr und Staatsmann. Als homo novus erreichte er die höchsten politischen Ämter in Rom. Während seiner Laufbahn bekleidete er insgesamt siebenmal – und damit so oft wie kein Mann vor ihm – das Konsulat. Er triumphierte in zwei großen militärischen Auseinandersetzungen, nämlich erstens gegen den König Iugurtha von Numidien und zweitens gegen die Kimbern, Teutonen und Ambronen. Für diesen Sieg wurde er als Retter Roms, Vater des Vaterlandes sowie dritter Gründer Roms nach dem vergöttlichten Stadterbauer Romulus und dem legendären Gallierbezwinger Marcus Furius Camillus verehrt.
In Opposition zu den ihn ablehnenden optimatischen Senatoren unterstützte er politisch häufig die Popularen, verlor aber zuletzt durch eigene Fehler viel von seiner Beliebtheit in der Bevölkerung. Gegen Ende seines Lebens trug sein Ehrgeiz im Konflikt mit Lucius Cornelius Sulla Felix wesentlich zum Ausbruch des Bürgerkrieges bei, in dem Marius grausam agierte, ehe er eines natürlichen Todes starb.
Marius war mit Iulia, aus dem Geschlecht der Iulii Caesares, vermählt und dadurch der angeheiratete Onkel des späteren Eroberers von Gallien sowie Diktators auf Lebenszeit, Gaius Iulius Caesar. Der Verbindung entsprang der gleichnamige Sohn, Gaius Marius der Jüngere.

## Herkunft und Jugend (158/157–135 v. Chr.)
Gaius Marius wurde im kleinen Dorf Cereatae nahe dem Städtchen Arpinum geboren. Sein genaues Geburtsjahr ist unbekannt und kann lediglich aus Rückdatierungen seines Todeszeitpunktes vage vermutet werden. In der älteren Forschung wurde – einer Angabe Plutarchs folgend – das Jahr 156 v. Chr. angenommen. Dies gilt mittlerweile jedoch als wenig wahrscheinlich und ist – eine andere Aussage Plutarchs sowie eine Stelle von Velleius Paterculus zugrunde legend – auf das Jahr 157 bzw. 158 v. Chr. verschoben worden.
Marius’ gleichnamiger Vater sowie seine Mutter Fulcinia entstammten beide dem lokalen Ritterstand. Die Familie der Marii zählte als Teil des ordo equester zum regionalen Landadel, also einer durchaus begüterten Schicht, war jedoch in der stadtrömischen Ämterlaufbahn bislang überhaupt nicht in Erscheinung getreten und damit kein Mitglied der senatorischen Nobilität, der politischen Führungselite der Römischen Republik. Ihre Lebenswirklichkeit lässt sich am besten mit der eines ländlichen Gutsbesitzers vergleichen. In diesem Umfeld verbrachte Marius seine Kindheit und Jugend.

## Aufstieg (134–110 v. Chr.)
Marius’ öffentliche Laufbahn begann mit dem Kriegsdienst. Belegt ist der Dienst in den Jahren 134–133 v. Chr. als Ritter unter Publius Cornelius Scipio Aemilianus Africanus bei der Belagerung von Numantia. Dabei zeichnete sich Marius vielfältig aus und erlangte die Anerkennung und den Respekt seines Feldherrn. Zum Abschluss seines etwa 10-jährigen Armeedienstes gelang ihm – wahrscheinlich irgendwann zwischen 131 und 129 v. Chr. – die Wahl zum Militärtribun.
Im Anschluss daran kehrte Marius in die Heimat zurück und bereitete sich dort auf den Eintritt in die politische Ämterlaufbahn Roms, den so genannten cursus honorum, vor. Diese begann er – wobei sowohl der Zeitpunkt als auch die Tatsache an sich umstritten sind – mit der Wahl zum Quästor. Gesichert ist dann allerdings seine erfolgreiche Kandidatur zum Volkstribun für das Jahr 119 v. Chr., wohl mit Unterstützung, aber nicht als Klient der mächtigen gens der Caecilii Metelli. Als Tribun erwirkte er zum einen durch energisches Auftreten gegenüber Senat und Konsuln eine Reform der Abstimmungsregeln, die nach ihm benannte lex Maria de suffragiis, stoppte zum anderen mittels seines Vetos aber auch ein populares Getreidegesetz. Dies brachte ihm den Ruf eines genauso unnachgiebigen wie unabhängigen Politikers ein, verstärkte aber insbesondere in der Nobilität die gegen ihn als homo novus bestehenden Vorurteile. Wohl infolge optimatischer Opposition verfehlte er daher auch – wahrscheinlich im Jahr 117 v. Chr. – zunächst die Wahl zum kurulischen und kurze Zeit später auch die zum plebeiischen Ädil. Im Folgenden gelang ihm jedoch die erfolgreiche Kandidatur zum Prätor für das Jahr 115 v. Chr. in Rom. 114–113 v. Chr. verwaltete er schließlich – als Statthalter – wohl im Range eines Proprätors – die römische Provinz Hispania ulterior, die er von Räuberbanden befreite.
Nach seiner Rückkehr in die Hauptstadt heiratete Marius um 110 v. Chr. die Patrizierin Iulia aus dem Haus der Iulii Caesares, eine Tante des Gaius Iulius Caesar, die ihm 110 oder 109 v. Chr. den gleichnamigen Sohn Gaius Marius den Jüngeren gebar.

## Militärische Erfolge und Konsulate (109–100 v. Chr.)
Ab 109 v. Chr. war Marius zunächst Legat im Jugurthinischen Krieg unter dem (Pro-)Konsul Quintus Caecilius Metellus Numidicus. Es gelang ihm, gegen den Widerstand der Nobilität, für das Jahr 107 v. Chr. als homo novus zum Konsul gewählt zu werden und den Oberbefehl im Krieg gegen den numidischen König Jugurtha zu übernehmen. Der Krieg war bis zu diesem Zeitpunkt für Rom nicht effektiv verlaufen, jedoch ohne größere Niederlagen. Marius eroberte zunächst die Stadt Capsa und schlug Jugurtha dann bei Cirta. Mit Hilfe seines damaligen Quästors Lucius Cornelius Sulla konnte er den Krieg schließlich siegreich beenden: Sulla handelte die Auslieferung Jugurthas von dessen Schwiegervater Bocchus von Mauretanien aus, bei dem der König Zuflucht gefunden hatte.
Seine wichtigsten Siege errang Marius über die drei Germanenstämme der Teutonen, Ambronen und Kimbern, die Rom nach zwei großen Niederlagen bei Noreia 113 v. Chr. und Arausio 105 v. Chr. in Angst und Schrecken versetzt hatten. Die Kimbern und Teutonen hatten sich mit den Ambronen und Haruden verbündet, die aus Jütland und den norddeutschen Tiefebenen stammten. Sulla agierte nun als Legat und Militärtribun, später wurde er Quintus Lutatius Catulus (Konsul 102 v. Chr.) zugeteilt. 102 v. Chr. vernichtete Marius die Teutonen und Ambronen bei Aquae Sextiae in Südgallien (heute Aix-en-Provence) und 101 v. Chr. die Kimbern bei Vercellae in Norditalien (heute Vercelli). An der Schlacht von Vercellae nahm auch Catulus mit seinem Heer teil; beide Feldherren beanspruchten den Sieg für sich. Während dieses Kriegs wurde Marius unter Missachtung des traditionellen Iterationsverbots für jedes Jahr von 104 bis 100 v. Chr. zum Konsul gewählt.
Laut Plutarch soll Gaius Marius als Konsul verfügt haben, dass der Adler, das Symbol des Obergottes Jupiter, auch als Symbol für den Senat und das Volk von Rom stehen solle.

## Heeresreform (104–102 v. Chr.)
Als mitentscheidend für die großen Erfolge von Marius erwies sich wohl die von ihm durchgeführte Heeresreform, die einen Schritt auf dem Übergang von einer Milizarmee zu einer Berufsarmee markierte. Der Berufssoldat diente 16 Jahre oder für 16 Feldzüge seinem Feldherrn. Als Entlohnung erhielt er einen Sold und Anteile an der Beute. Der Feldherr musste für die Veteranenversorgung aufkommen, die bis Caesar die Form einer Landschenkung hatte und erst im kaiserzeitlichen Rom durch Geldzahlungen abgelöst wurde. Somit wuchs die Macht der Feldherren, da die Soldaten sich ihnen mehr verpflichtet fühlten als der Republik. Fortan bestand eine Legion aus zehn Kohorten zu je 500–600 Mann und nicht mehr aus den bisherigen Manipeln, die Ausbildung wurde gestrafft und die Soldaten erhielten eine Standardbewaffnung, zu der auch das Pilum gehörte.
Titus Livius legt jedoch dar, dass die Manipulartaktik auch nach den Reformen, z. B. in Spanien, noch in Gebrauch blieb, da diese auf diesen spezifischen Kriegsschauplätzen der Kohortentaktik weiterhin überlegen war. Der Tross wurde stark verringert, und die Soldaten mussten ihre Ausrüstung selber tragen, weshalb sie auch muli Mariani („Maultiere des Marius“) genannt wurden. Zudem öffnete Marius die Ränge der Armee endgültig für die capite censi, den Stand der Besitzlosen, die bis dahin vom Militärdienst eigentlich ausgeschlossen gewesen waren. Möglich war dies, da nun der Staat die Ausrüstung der Soldaten stellte.
Durch die Reform wurde das römische Heer schlagkräftiger und professioneller, konnte von ambitionierten Feldherren nun jedoch vielleicht leichter zum Zugewinn an politischer Macht in Rom benutzt werden. Ebenso wurden die Legionäre durch die Einführung eines Legionsadlers mental stärker an den Feldherrn gebunden und motiviert, für ihn zu kämpfen. Es entstand, so die traditionelle Interpretation, das Problem der sogenannten Heeresklientel: Die Heerführer hatten nun die Aufgabe, nach dem Krieg die Versorgung ihrer besitzlosen Veteranen mit Land politisch durchzusetzen. Dadurch wurden die Heerführer zu Patronen ihrer Soldaten, die ihrerseits deren eingeschworene Klienten wurden. Folglich kam, so eine verbreitete Ansicht, den Heerführern eine übergroße politische Macht zu, weswegen sich der Senat zum Beispiel im Fall des Gnaeus Pompeius Magnus gegen eine solche Landverteilung sperrte. 
In der neueren althistorischen Forschung wird diese traditionelle Interpretation der Ereignisse allerdings vermehrt bezweifelt: Zum einen habe Marius lediglich ältere Maßnahmen systematisiert und selbst kaum Neuerungen eingeführt, zum anderen nennen Historiker wie Martin Jehne die Vorstellung einer Heeresklientel mit Versorgungsansprüchen und besonderer Bindung an den Feldherrn ein „modernes Missverständnis“. Bernhard Linke wiederum interpretiert die Reformen durchaus als wichtige Weichenstellung, deren Folgen allerdings erst langfristig eingetreten seien, da zunächst „weiterhin die besitzenden Bürger den Kern der Armee bildeten.“

## Innenpolitisches Scheitern und vorläufiger Rückzug (100–89 v. Chr.)

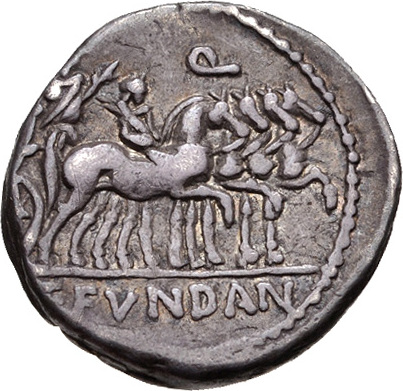
Rückseite eines Denars von 101 v. Chr., der Marius als Triumphator in einem Streitwagen zeigt.

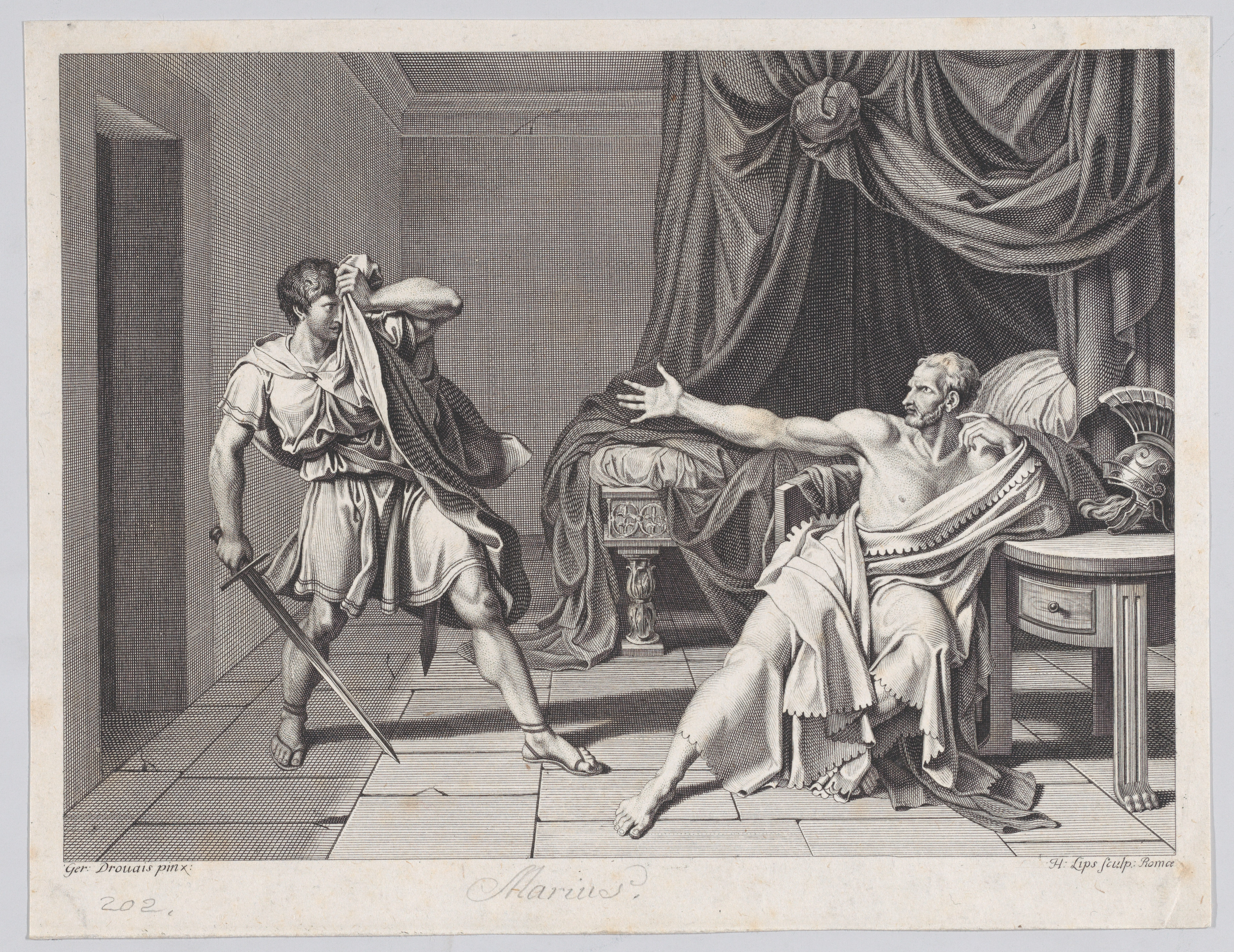
Marius, Druck, Johann Heinrich Lips, nach Jean Germain Drouais

Auf dem Höhepunkt seiner Macht zog sich der hoch dekorierte Marius im Jahre 100 v. Chr. nach seinem sechsten Konsulat aus der aktiven Politik zurück, weil er eine schwere innenpolitische Niederlage hinnehmen musste, die ihn seiner Popularität beraubte: Die von den Popularen geforderten Verbesserungen für die einfache Bevölkerung wurden im Senat mit den Stimmen der Optimaten abgelehnt. Die Führer der Popularen wollten dies nicht hinnehmen; und so kam es zu gewalttätigen Ausschreitungen in Rom, woraufhin der Senat den Ausnahmezustand verhängte, den Marius als Konsul gegen seinen politischen Freund und Verbündeten, den Volkstribun Lucius Appuleius Saturninus, umsetzen musste. Marius saß damit zwischen den Stühlen, er stieß bei der optimatischen Senatsmehrheit weiter auf Misstrauen, war aber durch das gewaltsame Vorgehen gegen Saturninus nun auch bei den Popularen unbeliebt geworden: Er hatte sich von seinen Gegnern ausmanövrieren lassen. Marius erkannte, dass er politisch erledigt war, und ging vorübergehend ins freiwillige Exil nach Kleinasien.
Im Bundesgenossenkrieg 91 bis 88 v. Chr. übernahm er 90 v. Chr. nach dem Tod des Konsuls Publius Rutilius Lupus wieder ein Kommando und ging erfolgreich gegen die Marser vor. Sein Imperium wurde allerdings für das folgende Jahr nicht verlängert. Der Krieg wurde schließlich durch die Verleihung des römischen Bürgerrechts an die italischen Verbündeten beendet.

## Bürgerkrieg und Tod (88–86 v. Chr.)
Im Jahre 88 v. Chr. beauftragte der Senat Sulla, der als einer der beiden Konsuln des Jahres amtierte, mit der Kriegsführung gegen Mithridates VI., der zuvor in einem umfassenden Vormarsch ganz Kleinasien erobert und in der als Vesper von Ephesos bekannten Mordaktion Tausende römische Bürger und Italiker hatte ermorden lassen. Marius erwirkte jedoch mittels des mit ihm verbündeten Volkstribuns Publius Sulpicius Rufus die Übertragung dieses Kommandos durch die comitia centuriata auf ihn. Er hoffte, durch den zu erwartenden großen Sieg im Osten wieder zu alter Popularität zurückzufinden. Sulla erkannte dieses Vorgehen allerdings nicht an, wiegelte die bereits versammelten Truppen auf und marschierte mit seinen vor Nola stehenden Legionen auf Rom. Die Stadt fiel in die Hand Sullas, der sich das Kommando gegen Mithridates wieder zurückübertragen und seine wichtigsten innenpolitischen Gegner, darunter Marius, zu Staatsfeinden erklären ließ. Marius flüchtete aus Rom und Italien bis nach Nordafrika, wo er erst auf der Insel Cercina, dem heutigen Kerkenna, im Kreise ehemaliger Veteranen sichere Zuflucht fand. Erneut hatte er sich politisch verkalkuliert.
Im Jahr 87 v. Chr. kehrte Marius nach Italien zurück, wo nach Sullas Abmarsch Richtung Kleinasien der Machtkampf zwischen Popularen und Optimaten erneut ausgebrochen und im Zuge dessen der populare Konsul Lucius Cornelius Cinna mit seinen Anhängern aus Rom vertrieben worden war. Marius schloss sich den Vertriebenen an und erlangte gemeinsam mit ihnen gewaltsam die Kontrolle über Rom. Nun nahm er grausam Rache:

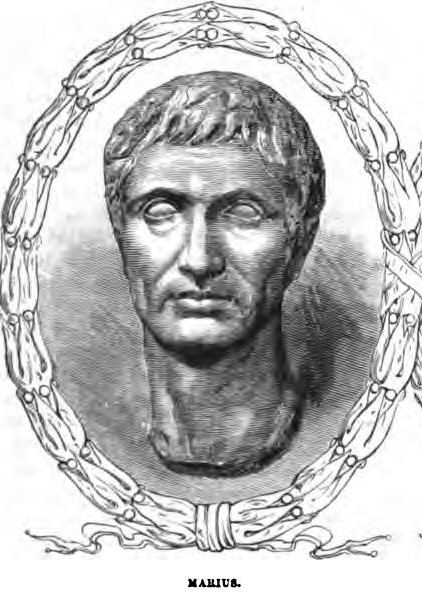
Gaius Marius (Cassell’s Illustrated Universal History, vol. 3, 1882)

„Marius und jene, die mit ihm verbannt worden waren, drangen zusammen mit den übrigen Soldaten von allen Seiten in die Stadt ein und schlossen die Tore, so dass niemand entrinnen konnte. Dann erschlugen sie wahllos alle, die ihnen in den Weg kamen, wobei sie keine Unterschiede machten, sondern alle wie Feinde behandelten... Die abgeschlagenen Häupter der angesehensten Männer stellten sie auf den Rostra zur Schau... Denn solche unstillbare Mordgier und ein solches Verlangen nach Rache hatten Marius ergriffen, dass er, nachdem die meisten seiner anwesenden Gegner erschlagen worden waren und ihm, im Chaos verständlich, zunächst keine weiteren Namen mehr einfielen, den Soldaten befahl, einfach jeden zu töten, dem er beim Herantreten nicht die Hand gab... Die Gesamtzahl derer, die damals in Rom umkamen, ließ sich nicht feststellen. Aber das Morden dauerte volle fünf Tage und Nächte.“

Zahlreiche Anführer der optimatischen Gegenseite wurden liquidiert oder begingen Selbstmord. Außerdem kam es zur Aufhebung der Ächtung, und Marius sowie Cinna erhielten für das Jahr 86 v. Chr. das Konsulat. Ob dies durch Wahl oder Selbsternennung geschah, ist unklar und umstritten.
Marius trat turnusgemäß am 1. Januar sein Amt an, verstarb aber bereits knapp zwei Wochen später am 13. Januar des Jahres 86 v. Chr. wohl an einer Pleuritis. Seine sterblichen Überreste wurden nahe dem Fluss Anio beigesetzt. Sulla ließ sie jedoch einige Jahre später nach seinem Sieg im Bürgerkrieg exhumieren und in den Fluss werfen, um das Andenken an seinen Todfeind für alle Zeit zu verdunkeln.

### Biographien
- Thomas Francis Carney: A Biography of C. Marius. 2. Auflage. Chicago 1970.
- Richard J. Evans: Gaius Marius. A political biography (= Hiddingh-Currie 4). University of South Africa, Pretoria 1994, ISBN 0-86981-850-3.
- Marcel Labitzke: Marius. Der verleumdete Retter Roms. ATE, Münster 2013, ISBN 978-3-89781-215-4 (Staatsexamensarbeit).
- Jules van Ooteghem: Caius Marius. Secrétariat des Publ., Namur 1964.

### Einzelthemen
- Ernst Badian: Marius and the Nobles. In: The Durham University Journal. Band 25, 1963, S. 141–154.
- Thomas Francis Carney: The Flight and Exile of Marius. In: Greece & Rome. Second Series, Band 8/2, 1961, S. 98–121.
- Volker Werner: Quantum bello optimus, tantum pace pessimus. Studien zum Mariusbild in der antiken Geschichtsschreibung (= Habelts Dissertationsdrucke. Reihe: Alte Geschichte. Heft 39). Habelt, Bonn 1995, ISBN 3-7749-2697-2 (zugleich: Bonn, Universität, Dissertation, 1992/1993).